# Široka Set
Široka Set – wieś w Słowenii, w gminie Litija. W 2018 roku liczyła 26 mieszkańców.